# Andreas Klase
Andreas Klase, född 1612 i Björsäters församling, död 1669, var en svensk präst.

## Biografi
Andreas Klase föddes 1612 i Björsäters socken. Han var son till lantbrukaren Nils Klase i Byrum. Klase blev i december 1633 student vid Uppsala universitet och prästvigdes 1 februari 1654 till komminister i Ringarums församling. Han blev 1668 kyrkoherde i församlingen. Klase avled 1669.

### Familj
Klase gifte sig 1663 med Elisabeth Jonsdotter. Hon var dotter till kyrkoherden Jonas Petri i Ringarums församling och Sophia Persdotter. De fick tillsammans dottern Margareta Klase som var gift med kyrkoherden Sveno Engius i Ringarums församling. Efter Klases död gifte Elisabeth Jonsdotter med kyrkoherden Andreas Hellman i Ringarums församling.